# Mulattiera
La mulattiera è una strada rurale a fondo naturale, simile al sentiero, ma più ampia e atta anche alla circolazione di animali da soma; essa si distingue dal tratturo per la minore larghezza, il che la rende inidonea alla circolazione di grandi greggi o armenti, come nel caso della transumanza. Prima dello sviluppo delle strade vere e proprie essa rappresentava l'unica via di collegamento tra i paesi e le campagne o talvolta (nelle aree più impervie) tra i centri abitati. Secondo la moderna normativa italiana, sentieri, mulattiere e tratturi (in quanto strade a fondo naturale) sono tra loro equiparate.

## Descrizione

### Struttura e scopi

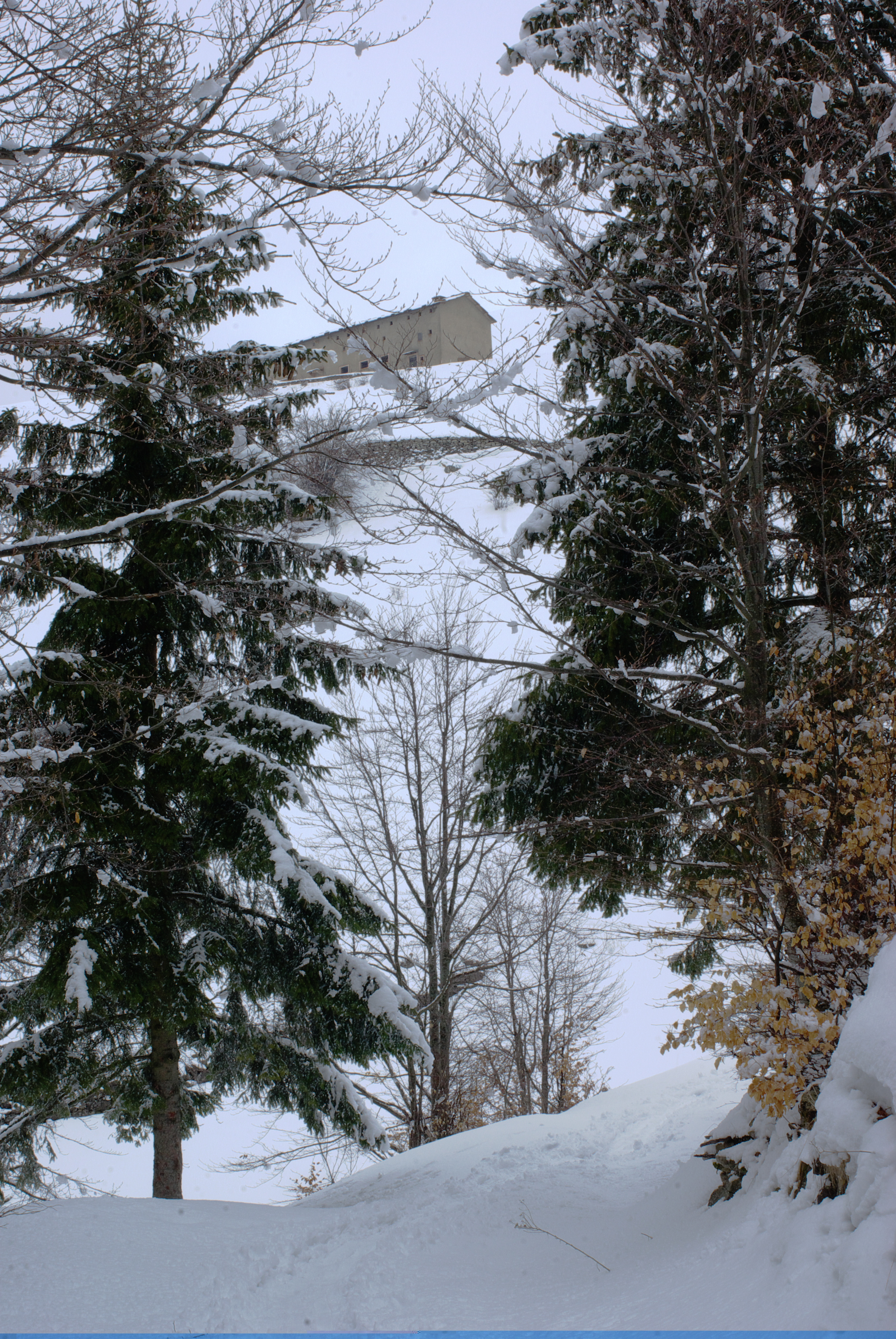
Mulattiera innevata con malga ctg Lessinia 2013

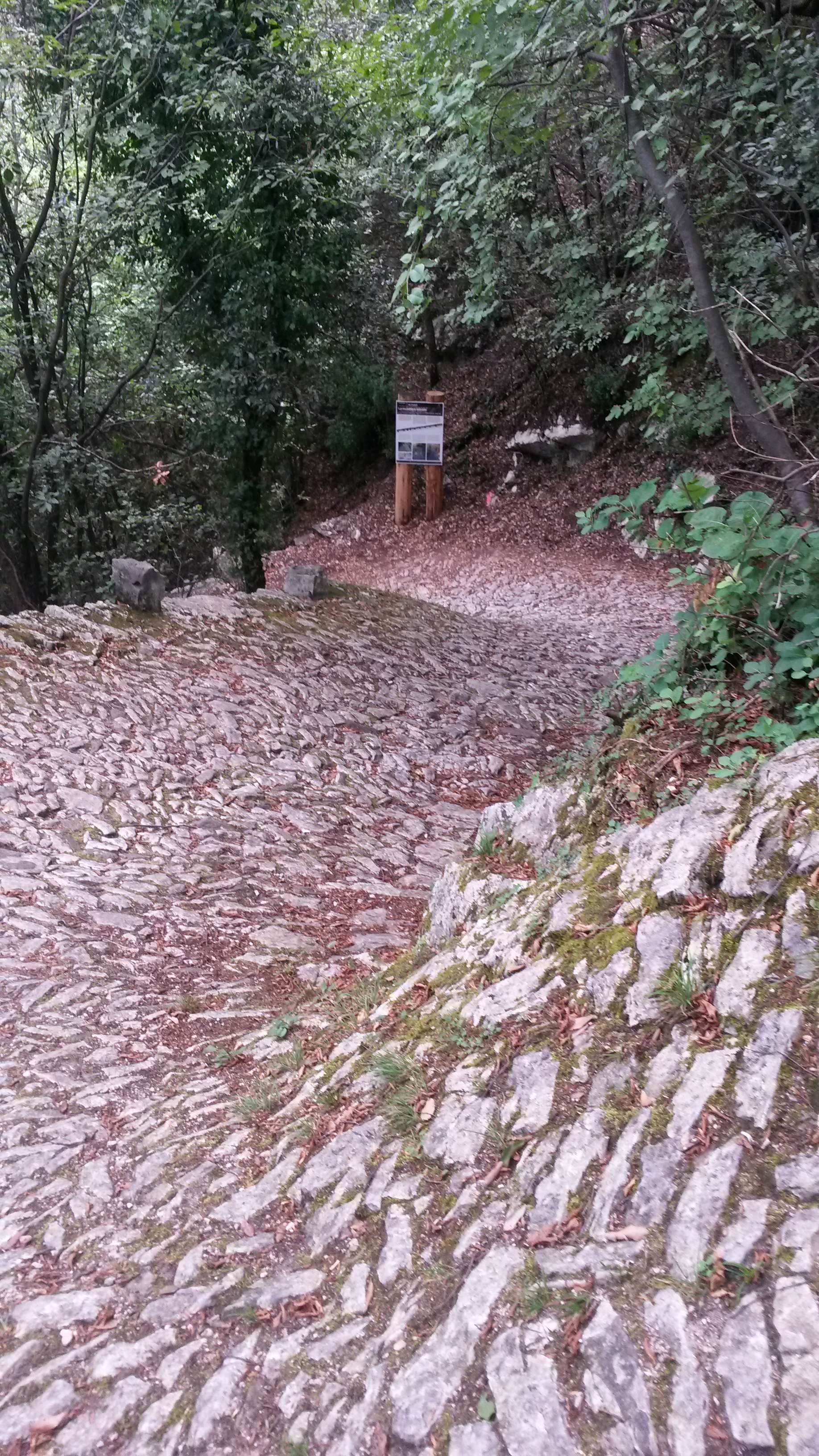
Mulattiera vicino a Malcesine sul Garda

Il termine "mulattiera" deriva da mulo. È fondamentalmente un percorso realizzato in pietre e sassi opportunamente collocati o in terra battuta o roccia levigata dal passaggio, a volte fiancheggiato o protetto da muretti realizzati a secco con pietre e sassi trovati in loco o direttamente scavato nella roccia. Il suo percorso non è agevole a causa delle pendenze e delle asperità.  Le mulattiere, salvaguardate in qualche caso, servivano quali vie di collegamento a dorso d'asino o mulo spesso con soma e basto per il trasporto di merci tra gli abitati ed appezzamenti terrieri, e per il transito del bestiame. La conformazione aspra del selciato, la tortuosità del tracciato, la ridotta larghezza della mulattiera e le pendenze spesso impedivano il passaggio dei carri e in generale di mezzi a ruota. Spesso si erano formate semplicemente a causa del continuo passaggio dell'animale domestico da soma o lasciato allo stato brado o guidato dai pastori. Se ne trovano in tutte le regioni italiane, d'Europa e del mondo, soprattutto nelle regioni montagnose o ad alta concentrazione agricola.

### Mulattiere celebri
- Stockalperweg: l'origine della mulattiera risale all'imperatore romano Settimio Severo, che nel 196 aveva già tracciato lungo la direttrice un ripido itinerario che in alcuni punti arrivava al 40% di pendenza. Fu ricostruita intorno al 1630 per volere del governatore del Vallese, barone Stokalper,  migliorando e mettendo in sicurezza la vecchia mulattiera medievale che valicava il Passo del Sempione partendo da Briga; la mulattiera giungeva a Gondo e, attraverso la Val Bognanco, terminava a Domodossola. È un percorso che richiede due giorni di cammino, con tappa tradizionale al Passo del Sempione o a Gondo.
- Strada delle 52 gallerie (o della Prima Armata): è una mulattiera militare costruita durante la prima guerra mondiale sul massiccio del Pasubio. Vero e proprio capolavoro di ingegneria militare e di arditezza, è lunga 6.555 metri, di cui ben 2.280 sono suddivisi nelle 52 gallerie scavate nella roccia; ogni galleria è numerata e caratterizzata da una propria denominazione.
- Le mulattiere reali sono strade reali di caccia fatte costruire per volere di Vittorio Emanuele II di Savoia, amante dell'arte venatoria, nella sua riserva reale di caccia, quella che diventerà poi il parco nazionale del Gran Paradiso. La passione sfrenata del re per la caccia agli stambecchi ne ha ridotto drasticamente il numero.